# Rignac (Aveyron)
Rignac település Franciaországban, Aveyron megyében. Lakosainak száma 2019 fő (2022. január 1.). Rignac Anglars-Saint-Félix, Belcastel, Bournazel, Colombiès, Goutrens, Prévinquières és Roussennac községekkel határos.

## Népesség
A település népessége az elmúlt években az alábbi módon változott:
| Lakosok száma | 1675 | 1585 | 1668 | 1820 | 1898 | 1921 | 1946 | 1991 | 2006 | 2019 |
|               | 1968 | 1982 | 1990 | 2006 | 2013 | 2015 | 2017 | 2019 | 2020 | 2022 |